# Université d'art et de design de Cluj-Napoca
L'université d'art et de design de Cluj-Napoca (UAD, en roumain : Universitatea de Artă și Design) est un établissement public sous la tutelle du ministère de l'Éducation.

## Histoire

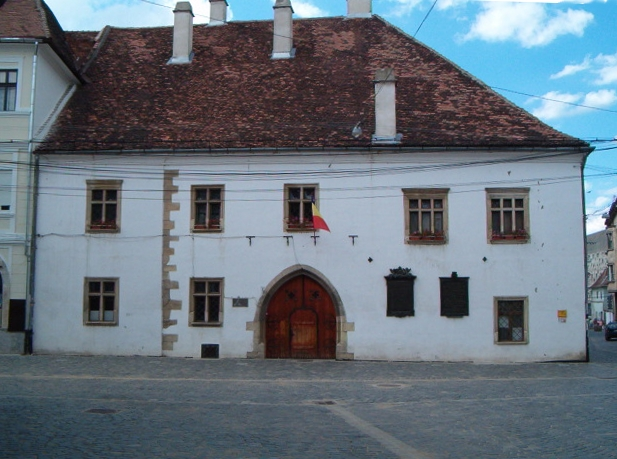
Casa Matei Corvin

Bien que la première école d'art de Cluj-Napoca ouvrit ses portes au XVIIIe siècle, les fondements administratifs de l'actuelle université d'art et d'esthétique n'ont été posés qu'en 1926 quand les deux branches (peinture et sculpture) de l'école des beaux-arts de l'université de Dacie supérieure sont devenues fonctionnelles.
Au cours des premières deux décennies de son histoire, l'école des beaux-arts s'est confrontée à plusieurs moments difficiles (dont un transfert à Timișoara pendant la Seconde Guerre mondiale). À partir de 1950, quand elle est revenue à Cluj, l'école a commencé à acquérir une réputation nationale.
Malgré plusieurs changements de nom, l'université d'art et de design n'a pas changé d'adresse pendant le dernier demi-siècle. L'école dispose d'un édifice ancien au centre-ville, la Casa Matei Corvin, et d'un bâtiment d'inspiration cubiste situé dans le Parc Central.

## L'université aujourd'hui

### Présentation générale
L'UAD possède une bibliothèque spécialisée comptant plus de 50 000 ouvrages, ainsi qu'une section des périodiques qui peuvent être consultés dans une salle de lecture de cinquante places.
L'UAD met à la disposition des amateurs d'art deux espaces traditionnels, la Casa Matei Corvin et la Galeria Ataș, ainsi qu'une galerie virtuelle.

### La direction
- Président : Ioan Sbarciu
- Recteur : Radu Solovastru
- Chancelier : Bogdan Iacob

### Relations internationales
L'UAD a établi des rapports de collaboration avec des écoles de beaux-arts de la plupart des pays européens.

## Composantes
Au cadre de ses départements, l'UAD se propose de former des professionnels dans le domaine de l'art et d'assurer un enseignement de qualité. L'UAD comprend deux facultés :
- Faculté d'art plastique comprenant les départements suivants : photo-vidéo-traitement numérique de l'image ; pédagogie de l'art ; peinture murale-conservation-restauration ; peinture ; sculpture ; graphique.
- Faculté d'arts décoratifs et de design comprenant les départements suivants : céramique-verre-métal ; arts textiles ; design.

En outre, il y a aussi des départements de disciplines théoriques et de pédagogie qui assurent une formation complémentaire à l'enseignement artistique.

## L'offre de formation

### Licence
La durée des études est de 3 ans pour toutes les spécialisations.

### Master
La durée des études est de 2 ans pour toutes les spécialisations.

### Doctorat
La durée des études est de 3 ans pour toutes les spécialisations.

## La recherche
À part l'activité créative, le personnel de l'UAD poursuit des recherches tant dans le champ de la restauration que dans celui de la muséologie.